# Manuscrit trobat en una ampolla
Manuscrit trobat en una ampolla (MS. Found in a Bottle en anglés) és un relat de terror de l'escriptor nord-americà Edgar Allan Poe publicat per primera vegada en el diari Baltimore Saturday Visiter el 19 d'octubre de 1833. L'autor rebé per ell un premi literari dotat amb 50 dòlars.

## Argument
Un jove desarrelat però d'acurada educació s'embarca en un vaixell de càrrega a l'illa de Java. El viatge és accidentat i durant una tempesta tota la tripulació, tret del jove i un vell marí, és llançada a la mar. Més tard el navili serà envestit per un altre estrany vaixell de major tonatge. El jove aconsegueix salvar-se pujant-ne a la coberta i es troba amb una tripulació tan estranya com el vaixell. Avança a tota vela, sense rumb conegut, fins que es precipita el desenllaç fantàstic.

## Anàlisi
El desenllaç i tota la història (començant pel màgic títol que tanca prospectivament la trama i li dona versemblança) poden qualificar-se de fantàstics en el sentit que atorgava a aquest terme Julio Cortázar. És un relat molt propi de Poe, però que no guarda una relació clara amb els altres grans relats foscos. Si aquests discorren en general per marges morbosos, macabres o terrorífics (El gat negre, La bota d'amontillado, La caiguda de la casa Usher…), el Manuscrit, sense deixar de produir esgarrifança, només pot qualificar-se, igual que el navili que li serveix d'escenari i la tripulació protagonistes, d'estrany, i d'exponent clar i exemplar de literatura fantàstica.
No és fàcil explicar-se de quina forma un jove escriptor, com ho era Poe en aquell temps, era capaç d'elaborar un conte tan perfecte i acabat amb sols vint-i-quatre anys, però tampoc és clar com pogué concebre una història semblant en el lloc i època concrets en què vivia: la Nova Anglaterra de començaments del s. XIX. Des de la perspectiva actual, ningú podria discutir que aquest relat, a causa de l'atmosfera onírica i al·lucinògena que hi domina, a l'absurda i escairada actitud dels personatges, a l'ambient marí tèrbol i boirós, podria passar perfectament per surrealista, i de fet fou valorat així per aquest corrent artístic a principis del segle xx.
Manuscrit trobat en una ampolla s'explica dins del grup de narracions que caldria denominar intemporals. S'hi podrien incloure L'home de la multitud, El cor delator, Silenci i El poder de les paraules. La llista podria allargar-se, però sobre els citats, caldria preguntar-se quin element intern de la seua estructura identifica aquests contes concrets com de la seua època. Són tots ells descaradament moderns o, si es vol, descaradament precursors de la modernitat.
Amb la novel·la La narració d'Arthur Gordon Pym, del 1838 i, en menor mesura, amb el relat Un descens al Maelström, comparteix els temes mariners tan precisament retratats; també, en gran part, la singular atmosfera dominant (els grans gels, la immensa nit antàrtica, la insinuació de l'abisme, que tant impressionarien Lovecraft) i, especialment, el final inesperat i, de nou, estrany, en aigües antàrtiques.
La història en general comporta una simple, encara que poderosament construïda, al·legoria fantasmagòrica, i potser seria molt aventurar-li com a temes adjacents la tristesa de la vellesa, la incomunicació, el fatalisme com a inherent a tota aventura vital.